# تاكسيسة السفلي (مارغون)
تاکسیسة السفلی (بالفارسية: تاکسیسه سفلی) هي قرية تقع في إيران في قسم مارغون الريفي. يقدر عدد سكانها بـ 162 نسمة بحسب إحصاء 2016.